# Aphiwat Hanchai
Aphiwat Hanchai (thailändisch อภิวัฒน์ หารใจ, * 1. März 1999) ist ein thailändischer Fußballspieler.

## Karriere
Aphiwat Hanchai spielte von 2019 bis Mitte 2022 beim Muang Loei United FC. 2019 spielte der Verein aus Loei in der vierten Liga. Mit dem Verein spielte er in der North/Eastern Region der Liga. Am Ende der Saison feierte er mit dem Verein die Meisterschaft und den Aufstieg in die dritte Liga. Die Saison 2020/21 wurde er mit Muang Loei Vizemeister der North/Eastern Region. Ein Jahr später wurde er mit dem Klub Meister der Region. In den Aufstiegsspielen zur zweiten Liga konnte man sich jedoch nicht durchsetzen. Zu Beginn der Saison 2022/23 schloss er sich im Juli 2022 dem Zweitligisten Chiangmai United FC an. Sein Zweitligadebüt für den Verein aus Chiangmai gab Aphiwat Hanchai am 5. November 2022 (12. Spieltag) im Heimspiel gegen den Chiangmai FC. Bei dem 2:1-Erfolg wurde er in der 68. Minute für Nantawat Suankaew eingewechselt. Das war auch sein einziger Einsatz in der zweiten Liga. Nach der Hinrunde 2022/23 wechselte er im Januar 2022 zum ebenfalls in der zweiten Liga spielenden Rayong FC. Die Saison 2023/24 wurde er mit Rayong Tabellendritter und qualifizierte sich somit für die Aufstiegsspiele zur ersten Liga. Hier konnte man sich gegen den Nakhon Si United FC durchsetzen und stieg in die erste Liga auf. Nach insgesamt 52 Ligaspielen wechselte er Anfang Januar 2025 wieder in die zweite Liga. Die Rückrunde 2024/25 wurde er nach Chanthaburi zum Chanthaburi FC verliehen. Nach der Ausleihe wurde er im Sommer 2025 fest von Chanthaburi unter Vertrag genommen.

## Erfolge
Muang Loei United FC
- Thai League 4 – North/East: 2019  ▲
- Thai League 3 – North/East: 2021/22